# Kurī
Kurī è il vocabolo di lingua māori che indica una razza canina, ormai estinta, originaria della Nuova Zelanda. Venne diffuso dai Maori in tutta la Polinesia durante le loro migrazioni cominciate nel 1280. Veniva utilizzato come fonte di cibo e di pelle/pelliccia, utilizzata per confezionare il mantello Kahu kurī, le cinture o per decorare le armi.

La specie si estinse in Nuova Zelanda poco dopo l'arrivo dei coloni europei. L'ultimo esemplare, una femmina con il suo cucciolo, è conservata presso il Museo Te Papa Tongarewa.